# Wapen van Texel

Het wapen van de gemeente Texel

Het wapen van Texel stamt van 26 juni 1816 en wordt tot op de dag van vandaag gebruikt. Omdat Texel een gemeente op een eiland is, is er in de loop der jaren geen grondgebied van een andere gemeente bij gekomen en is de gemeente ook niet gefuseerd, waardoor een nieuw wapen nodig zou kunnen zijn.

## Geschiedenis
In 1289 is de soevereiniteit van de graven van Holland over het eiland vastgelegd en in 1415 kreeg het eiland van Willem VI van Holland stadsrechten. Tot 1415 was er een speciale rentmeester op het eiland aanwezig. 
De oudste bekende zegel, uit 1508, vertoont een enkele leeuw met een omgekeerd anker. Ruim 100 jaar later, in 1611, is er een gevelsteen geplaatst waarop de leeuw vergezeld wordt door een tweede leeuw. De beide leeuwen kijken naar de toeschouwer en houden het omgekeerde anker vast. Zij staan niet op een schild afgebeeld.
Mogelijk stellen de leeuwen de leeuwen van Texel en Holland voor, echter het is heel goed mogelijk dat de rechter leeuw de Hollandse Leeuw is. De kleuren van de leeuwen komen wel overeen met die van de kleuren van de Hollandse leeuw. De tweede leeuw op het wapen van Texel kan ook uit oog van symmetrie zijn toegevoegd. Bewijs van een Texelse leeuw, deze zou groen zijn, is nooit gevonden.

## Blazoen
De enige bestaande beschrijving van het wapen van Texel luidt als volgt: 
Van goud, beladen met 2 springende geaffronteerde leeuwen van keel, staande op den arm van een omgekeerd anker.
Het anker in het wapen verwijst naar scheepvaart, mogelijk naar de rede van Texel. De leeuwen hebben de kleur rood, zoals de leeuwen van het oude Holland ook rood zijn. 

## Vergelijkbare wapens

Het wapen van het waterschap Texel
Het wapen van Hollands Kroon

Aalsmeer · Alkmaar · Amstelveen · Amsterdam · Bergen · Beverwijk · Blaricum · Bloemendaal · Castricum · Den Helder · Diemen · Dijk en Waard · Drechterland · Edam-Volendam · Enkhuizen · Gooise Meren · Haarlem · Haarlemmermeer · Heemskerk · Heemstede  · Heiloo · Hilversum · Hollands Kroon · Hoorn · Huizen · Koggenland · Landsmeer · Laren · Medemblik · Oostzaan · Opmeer · Ouder-Amstel · Purmerend · Schagen · Stede Broec · Texel · Uitgeest · Uithoorn · Velsen · Waterland · Wijdemeren · Wormerland · Zaanstad · Zandvoort